# Приз игроку НХЛ за благотворительность
Приз игроку НХЛ за благотворительность (англ. NHL Foundation Player Award) — приз, вручаемый ежегодно игроку НХЛ, который прилагает особые усилия, настойчивость и участвует в командной работе с целью улучшения жизни людей в обществе. Победитель получает 25 000 долларов для благотворительных целей. Не вручается с 2018 года.

## Присуждение награды
Обладателя выбирает комиссия, в которую входят Гэри Бэттман (комиссар НХЛ), Пэт Флэтли, Бернадетта Мансур и Кеннет Мартин-младший.
Многие игроки награждены в результате больших денежных вкладов, которые они пожертвовали на благотворительность. Например, Венсан Лекавалье, получивший приз в 2008 году, пожертвовал 3 миллиона долларов на строительство Педиатрического ракового центра (The Vincent Lecavalier Pediatric Cancer) и Детского донорского центра (Blood Disorder Center) в  городе Сент-Питерсберг, штат Флорида.
Немец Олаф Кёлциг, швед Хенрик Зеттерберг и американцы Райан Миллер и Дастин Браун — единственные неканадцы, получавшие этот приз. Рон Фрэнсис и Джо Сакик — единственные обладатели награды, включённые в Зал хоккейной славы.

## Победители

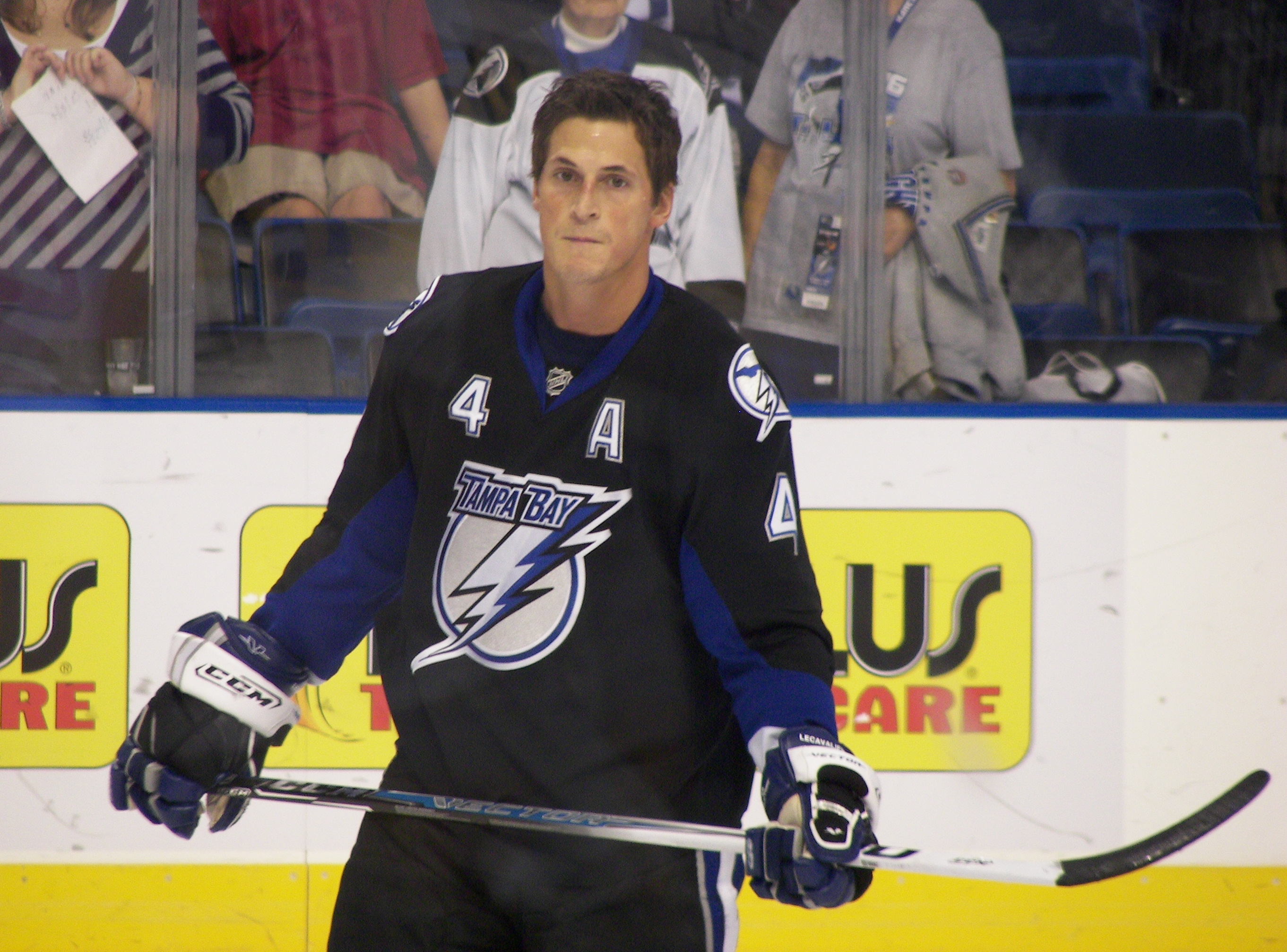
Венсан Лекавалье.

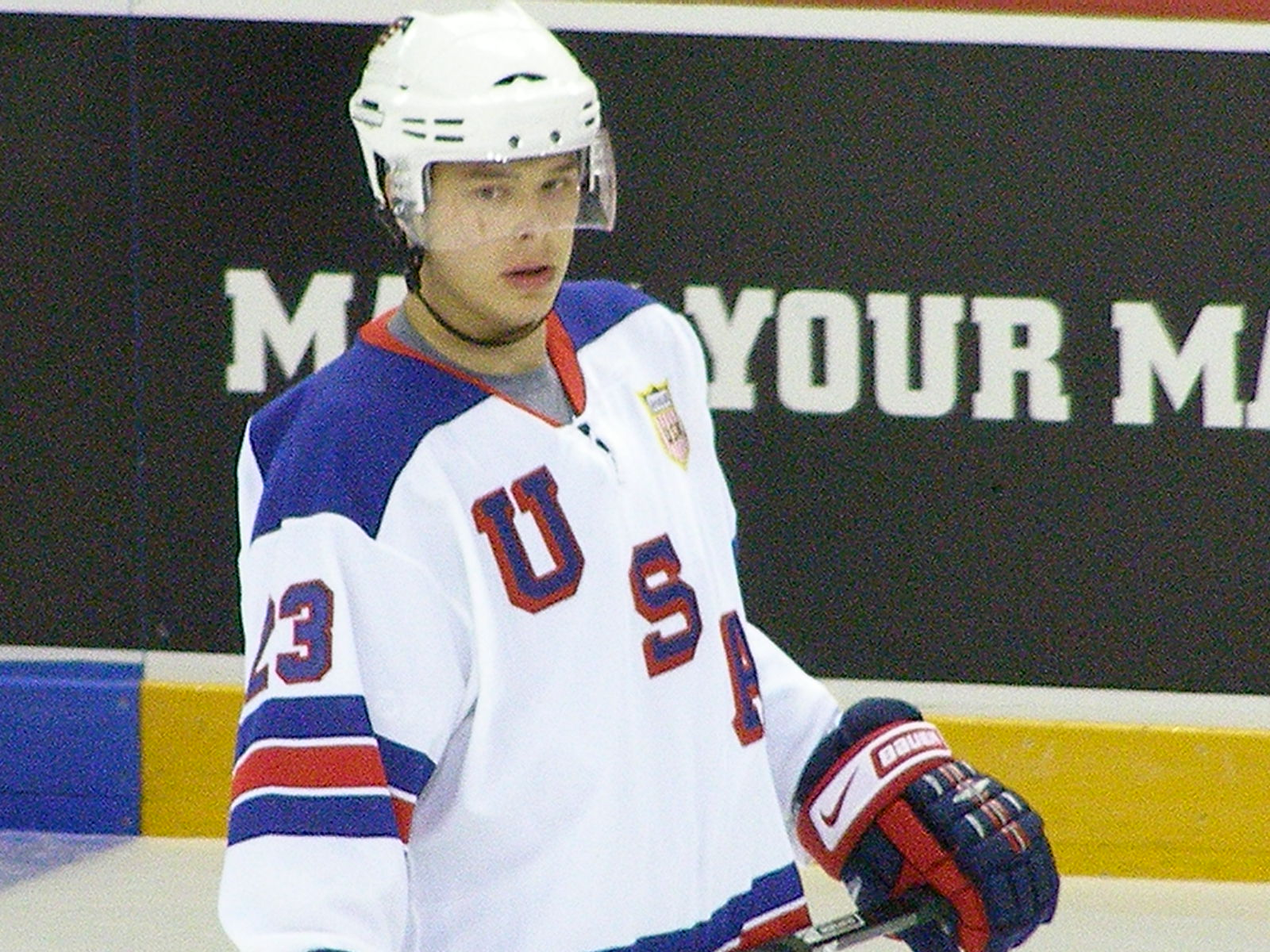
Дастин Браун.

| *  | Игроки, до сих пор выступающие в НХЛ |
| ** | Включён в Зал хоккейной славы        |

| Сезон   | Победитель        | Национальность | Позиция | Команда              |
| ------- | ----------------- | -------------- | ------- | -------------------- |
| 1997-98 | Келли Чэйз        | Канада         | ПН      | Сент-Луис Блюз       |
| 1998-99 | Роб Рэй           | Канада         | ПН      | Баффало Сейбрз       |
| 1999-00 | Адам Грэйвз       | Канада         | ЛН      | Нью-Йорк Рейнджерс   |
| 2000-01 | Олаф Кёлциг       | Германия       | В       | Вашингтон Кэпиталз   |
| 2001-02 | Рон Фрэнсис**     | Канада         | ЦН      | Каролина Харрикейнз  |
| 2002-03 | Даррен Маккарти   | Канада         | ПН      | Детройт Ред Уингз    |
| 2003-04 | Джером Игинла     | Канада         | ПН      | Калгари Флэймз       |
| 2004-05 | Локаут            | Локаут         | Локаут  | Локаут               |
| 2005-06 | Марти Турко       | Канада         | В       | Даллас Старз         |
| 2006-07 | Джо Сакик**       | Канада         | ЦН      | Колорадо Эвеланш     |
| 2007-08 | Венсан Лекавалье  | Канада         | ЦН      | Тампа Бэй Лайтнинг   |
| 2007-08 | Тревор Линден     | Канада         | ПН      | Ванкувер Кэнакс      |
| 2008-09 | Рик Нэш           | Канада         | ЛН      | Коламбус Блю Джекетс |
| 2009-10 | Райан Миллер      | США            | В       | Баффало Сейбрз       |
| 2010-11 | Дастин Браун      | США            | ПН      | Лос Анджелес Кингз   |
| 2011-12 | Майк Фишер        | Канада         | ЦН      | Нэшвилл Предаторз    |
| 2012-13 | Хенрик Зеттерберг | Швеция         | ЦН      | Детройт Ред Уингз    |
| 2013-14 | Патрис Бержерон   | Канада         | ЦН      | Бостон Брюинз        |
| 2014-15 | Брент Бёрнс*      | Канада         | З       | Сан-Хосе Шаркс       |
| 2015-16 | Марк Джиордано*   | Канада         | З       | Калгари Флэймз       |
| 2016-17 | Трэвис Хамоник*   | Канада         | З       | Нью-Йорк Айлендерс   |